# Storia economica

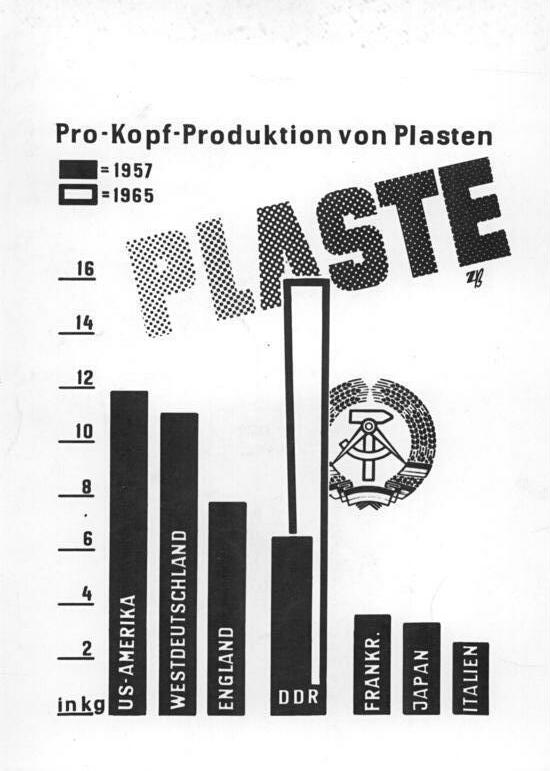
Grafico che mostra le produzioni di plastica di vari Stati nel 1957 e la previsione per il 1965

La storia economica studia e analizza i fenomeni economici passati e presenti, inserendoli nel loro contesto sociale, politico e culturale. Tra i temi più indagati vi sono: origini e cause dello sviluppo economico, con particolare attenzione alla rivoluzione industriale e alla nascita del sistema capitalistico; l'andamento dei redditi, le condizioni di vita e le disuguaglianze; lo sviluppo regionale, l'integrazione dei mercati e la globalizzazione; le interazioni tra fattori culturali, politici, tecnici ed economici; la moneta, il credito e i mercati finanziari.

## Descrizione
La situazione economica odierna è frutto di due fasi distinte: quella dell'espansione e quella dello sviluppo. Bisogna analizzare le cause che portarono all'espansione e i processi che imposero le condizioni necessarie per lo sviluppo. Definiamo anzitutto questi concetti: si parla di espansione quando si è in presenza di un aumento di produzione senza aumento di produttività. Lo sviluppo riguarda invece l'aumento di produzione con l'aumento di produttività.
La produzione è l'effettivo prodotto realizzato. La produttività riguarda invece la quantità massima di prodotto ottenibile con i mezzi a disposizione. Un'azienda che spinge la propria produzione ai massimi livelli utilizzando le risorse già esistenti in azienda, non fa altro che aumentare la produzione e quindi il numero dei prodotti. Per superare questo limite deve necessariamente aumentare la propria capacità produttiva e quindi la propria produttività. Per fare ciò ci sono diverse strade da poter seguire. Oggi i metodi di management e corporate governance per l'aumento della produttività di una azienda sono standardizzati o comunque in continuità col sistema aziendale attuale.
Nei tempi passati ci fu uno stravolgimento totale della struttura produttiva e dell'intero sistema economico a livello mondiale. Il cambiamento totale delle metodologie operanti nei vecchi e nuovi settori nascenti in quel periodo, fu alla base di quella che è conosciuta come rivoluzione industriale.
Fu la rivoluzione industriale a segnare il momento di rottura col passato, ciò che alcuni chiamano take off ovvero il "decollo economico" ossia il passaggio dall'espansione economica allo sviluppo. L'aumento della produttività si ebbe con il cambiamento dei mezzi di produzione adottati nella produzione stessa, cioè le macchine, e con un cambiamento dell'organizzazione del lavoro, passando dal lavoro a domicilio retribuito a cottimo al lavoro salariato in fabbrica. Non tutti però accettarono questa teoria: Carlo Poni scrisse ad esempio che "a grandi decolli possono seguire catastrofici atterraggi".

### Metodologia
La storia economica utilizza metodi qualitativi (storiografici) e quantitativi (statistici ed econometrici). La storia economica che fa ampio uso di modelli econometrici, spesso accompagnati da ipotesi controfattuali, è nota come cliometria.
I fenomeni oggetto di studio sono solitamente interpretati, implicitamente o esplicitamente, con l'ausilio di modelli economici più o meno formalizzati. Tra questi, sono ampiamente applicate teorie macroeconomiche, microeconomiche, e meno frequentemente esempi di teoria dei giochi.
Materie affini, ma talvolta tenute distinte, sono la business history (storia dell'impresa) e la financial history (storia della moneta e degli intermediari finanziari).